# Emília Rigová
Emília Rigová (* 1980 in Trnava, Tschechoslowakei) ist eine slowakische Künstlerin, Kuratorin und Autorin. Sie lebt und arbeitet in Banská Bystrica.

## Leben und Werk
Rigová erwarb 1999 ihren Abschluss an der Hochschule für Angewandte Künste Bratislava im Fachbereich Skulptur und Bildhauerei. 2005 erlangte sie an der Akademie der bildenden Künste einen Magister im Fach Skulptur. Sie promovierte 2011 mit einem Doktor in Free Fine Art zum Thema „Sculpture like a methalepsis in digital age“. Sie ist Lehrende an der Matej Bel Universität, wo sie Kurse zu Objekt-, Multi-Media- und Inter-Media-Kunst gibt. 2019 etablierte sie dort den Fachbereich Roma Art and Culture.
In ihrer Arbeit beschäftigt sie sich mit kulturellen und sozialen Stereotypen und wie diese sich politisch am Körper festschreiben, insbesondere in Verbindung mit ihrer Roma-Identität. Dabei arbeitet sie unter anderen mit den Medien der Installation, der Performance und der ortsspezifischen Intervention. Sie betrachtet ihre Arbeiten, die als Form von politischem Aktivismus zu verstehen sind, als visuelles Ergebnis eines Rechercheprozesses, basierend auf gesellschaftsbezogener Forschung und Analyse. Ihr Forschungsinteresse liegt besonders bei Minderheiten, die systematisch aus hegemonialen historischen Diskursen und damit auch der Vision einer gemeinsamen Zukunft ausgeschlossen wurden. In ihrer Bearbeitung des Gegenstands bezieht sie sich oft auf kanonische Darstellungen von Motiven aus der westlich-europäischen Kunstgeschichte und rekontextualisiert diese. In Arbeiten zu ihrer Roma-Identität beschäftigt sie sich konkret mit der inneren und externen Konstruktion dieser. Indem sie stereotype Darstellungen dekonstruiert, zeigt sie auf, wie der Roma-Körper im Laufe der Geschichte von der europäischen Kultur angeeignet wurde. Betrachter sollen im Dialog mit ihren Arbeiten tief verwurzelte Urteile und Ansichten hinterfragen und ihre inneren Erzählungen neu bewerten.

### Alter Ego
Seit 2012 arbeitet die Künstlerin auch unter dem Alter Ego Bári Raklóri. Visuell ist die Figur auf stereotypische Darstellungen aufgebaut, die Romni traditionell als sexuell verfügbares Objekt abbilden. Konzeptuell vereint Rigova darin Einflüsse Roma- und Nicht-Roma-Identitäten. Bári Raklóri ist somit eine Erkundung ihrer eigenen Grenzidentität (zwischen Roma und Nicht-Roma), von Verwandtschaft und ethnischer Zugehörigkeit im Kontext aktueller Postkolonialismus-Diskurse und die kritische Revision des heutigen Roma-Seins. Seine Wahrnehmung und seinen Status in der westlichen Gesellschaft sowie seinen historischen, kulturellen und institutionellen Hintergrund. Die Kuratorin Nina Vrbanová sieht in Bári Raklóri ein eigenständiges Coming-out Rigovás als Roma.

## Werke (Auswahl)

### And the One Doesn’t Stir without the Other(2022)
Im Zentrum der im Rahmen der 23. Triennale Milano gezeigten Installation steht ein Altar zu Ehren des Werks und des Lebens von Bári Raklóri bestückt mit Videos, Fotografien und Fundstücken. Aufbauend auf der Kosmologie und den Wissensformen der Roma und dem Reichtum ihrer spirituellen und materiellen Traditionen nutzt Rigová die von den Altären heraufbeschworenen Geschichten, um ein selbstbestimmtes Imaginarium der Roma zu entwickeln. Indem die Künstlerin verborgene Geschichten herausarbeitet, die in familiären Beziehungen verwurzelt sind, legt sie deren Verflechtung mit übergreifenden historischen, nationalen Erzählungen offen. In Zusammenarbeit mit Aktivisten aus der lokalen Gemeinschaft, denen ebenfalls Altäre gewidmet sind, entfaltet sich die Ausstellung als eine ortsspezifische Wunderkammer, die die Vielfalt der Roma-Identitäten und Erfahrungen trotz des homogenisierenden Narrativs der Mehrheitsgesellschaft greifbar macht.

### Crossing B(l)ack(2017)
In der Fotoreihe zeigt sich Rigová in Gestalt der Sara Kali, eine von Roma verehrte Schutzpatronin. Gesicht und Körper sind mit tiefschwarzer Farbe bemalt. Schwarze Madonnen wie sie gelten gemeinhin als Symbol des Widerstands gegen Unterdrückung. Sara Kali ist Repräsentantin eines Roma-Feminismus, die ihre Kraft vor allem aus ihrer blackness zieht, daraus göttliche (Mutter-)Liebe und Stärke schöpft und sich so empowered. Rigová zeigt sich in Gestalt der Heiligen, weil sie mit ihrer hellen Hautfarbe in der Gesellschaft nicht als Romni erkannt wird, ihre Selbststilisierung als Sara Kali ist ein entschiedenes Bekenntnis und ein radikales Sichtbarmachen ihrer Identität. Gleichzeitig macht sie die mit der ethnischen Kategorisierung verbundene Gewalt und die Komplexität des Sich-als-Roma-Bekennen greifbar.

## Einzelausstellungen (Auswahl)
- 2022: Nane Oda Lavutaris / Who Will Play for Me?, Museum Moderner Kunst Stiftung Ludwig Wien
- 2022: And the One Doesn’t Stir without the Other, Roma Pavillon, 23. Triennale Milano
- 2020: Čohaňi z Koni Ajlend, Kunsthalle Bratislava, Bratislava

- 2020: Revive / Purano Hangos, Artivist Lab, Prague
- 2018: Lost Forest, ERIAC, Berlin
- 2018: Lost Identity, MuseumsQuartier, Wien
- 2016: Archetyp Pra Bari, České Centrum, Prag
- 2013: Intimate public catharsis, Ukradena Galerie, Prag, Dresden, Písek, Telč, Č. Krumlov, Linz

## Gruppenausstellungen (Auswahl)
- 2021: RESIST! The Art of Resistance, Rautenstrauch-Joest-Museum, Köln
- 2019: FUTORAMA, 58. Biennale di Venezia, Venedig
- 2019: Roma Women Weaving Europe. Roma Feminist Thought and Contemporary Art, ERIAC, Berlin
- 2018: The Roma Spring: Art as Resistance, ERIAC, Berlin
- 2017: Constant Methamorphosis, Kali Berga/The great black Mount, Kai di Khas Galerie, Berlin
- 2014: Ikony periférie, Jaw Dikh, JCC Centrum, Krakau
- 2012: Slepá Baba, Medzicentrum III., Banská Štiavnica

## Preise und Auszeichnungen
- 2018 Oskar Čepan Award
- 2018 Roma Spirit